# Ute Berg
Ute Berg (ur. 24 lipca 1953 w Essen) — niemiecka polityk.
Od 2002 roku deputowana do Bundestagu z ramienia partii SPD. Po zdanej w 1971 roku maturze w latach 1971 – 1974 studiowała pedagogikę na uniwersytecie w Getyndze. Od 1975 do 2002 pracowała jako nauczyciel historii w Dolnej Saksonii, Hesji i Nadrenii Północnej-Westfalii. Od roku 1983 jest członkiem SPD. W latach 1994–2002 była członkiem rady miejskiej w Paderborn. W 2002 roku wystartowała w wyborach do Bundestagu w okręgu wyborczym w Paderborn, ulegając kandydatowi CDU, Gerhardowi Wächterowi i dostając się do Bundestagu z listy wyborczej SPD w Nadrenii Północnej-Westfalii. Ma męża i dwoje dorosłych dzieci.